# Герб Климово (Брянская область)
Герб посёлка городского типа Кли́мово Климовского района Брянской области Российской Федерации.
Герб утверждён постановлением Климовского поселкового Совета народных депутатов третьего созыва № 187от 26 июня 2005 года.
Герб внесён в Государственный геральдический регистр Российской Федерации под регистрационным номером 1952.

## Описание и обоснование символики
В зелёном поле три золотых переплетённых венка (два и один): из колосьев пшеницы, полевых цветов и лавра.
Климовская земля известна со времён Киевской Руси, тогда она входила в состав Черниговского княжества. Собственно центр района — Климово упоминается с 1708 года, его основателем был раскольник — старовер Клим Ермолаевич. Уникальность района заключается в его географическом расположении на юго-западе России, где он граничит одновременно и с Украиной и с Белоруссией. На границе трёх государств стоит монумент Дружбы в память об участии трёх народов в Великой Отечественной войне. Ежегодно на этом месте проводятся молодёжные фестивали.
Герб аллегорически показывает район как место единения трёх славянских народов, что отражено венками. Венок в геральдике — символ союза, бессмертия, награды, почёта. Три переплетенных венка также символизируют три братских народа — русских, украинцев и белорусов.
Ветви лавра — символ славы, успеха, победы.
Полевые цветы символизируют природные просторы, красоту, гармонию.
Колосья пшеницы — символ урожая, достатка, стабильности.
Золото в геральдике — символ величия, постоянства, интеллекта, великодушия, богатства.
Зелёный цвет в геральдике — символ природы, здоровья, жизненного роста.
Герб разработан Союзом геральдистов России.
Авторская группа: идея герба — Константин Мочёнов (Химки); обоснование символики — Кирилл Переходенко (Конаково); художник — Роберт Маланичев (Москва); компьютерный дизайн — Галина Русанова (Москва).